# Paupisi
Paupisi là một đô thị ở tỉnh Benevento trong vùng Campania, có vị trí khoảng 50 km về phía đông bắc của Napoli và khoảng 12 km về phía tây bắc của Benevento. Tại thời điểm ngày 31 tháng 12 năm 2004, đô thị này có dân số 1.500 người và diện tích là 9,0 km².
Paupisi giáp các đô thị: Ponte, San Lorenzo Maggiore, Torrecuso, Vitulano.